# Cathédrale de Shrewsbury
La cathédrale de Shrewsbury (de son nom complet : cathédrale Notre-Dame-Auxiliatrice-Secours-des-chrétiens-et-de-Saint-Pierre d'Alcántara) est une cathédrale catholique romaine située à Shrewsbury, en Angleterre. Sous le patronage de N.-D. Secours-des-chrétiens et de Pierre d'Alcántara, elle est le siège du diocèse de Shrewsbury, qui couvre les comtés de Shropshire et de Cheshire, et des parties de Grand Manchester, Merseyside et Derbyshire.

## Histoire

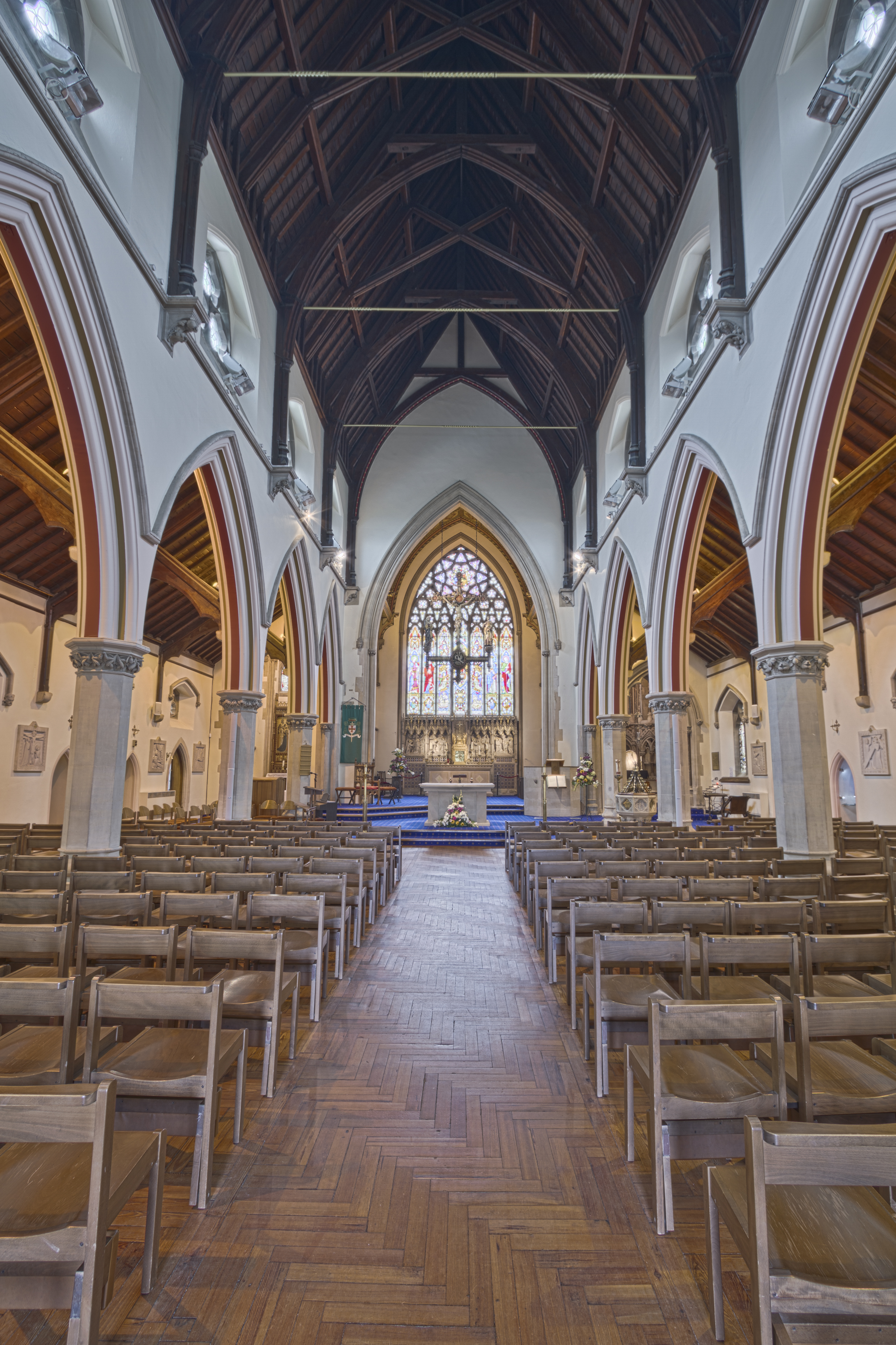
L'intérieur de la cathédrale.

Augustus Welby Pugin conçut la cathédrale, achevée en 1856. Il avait prévu un grand bâtiment avec un clocher assez élevé, mais ces modèles n'ont pas pu être réalisés en raison de la faiblesse des fondations du site. Le clocher a été abandonné et le bâtiment réduit, entraînant son développement tel qu'il est aujourd'hui. Le comte de Shrewsbury, Bertram Arthur Talbot (en), a financé la construction mais il est mort trois mois avant la fin des travaux.
En 1984, la cathédrale a été réordonnée, ce qui l'a remise en conformité avec la liturgie. La pierre locale de Grinshill a été utilisée pour le nouvel autel que l'évêque Joseph Gray a consacré en 1985.

## Architecture et décoration
L'église, réalisée dans le style néo-gothique, possède trois nefs et cinq travées avec un chœur rectangulaire encastré. Au-dessus de la façade du portail se trouve une flèche avec un carillon.

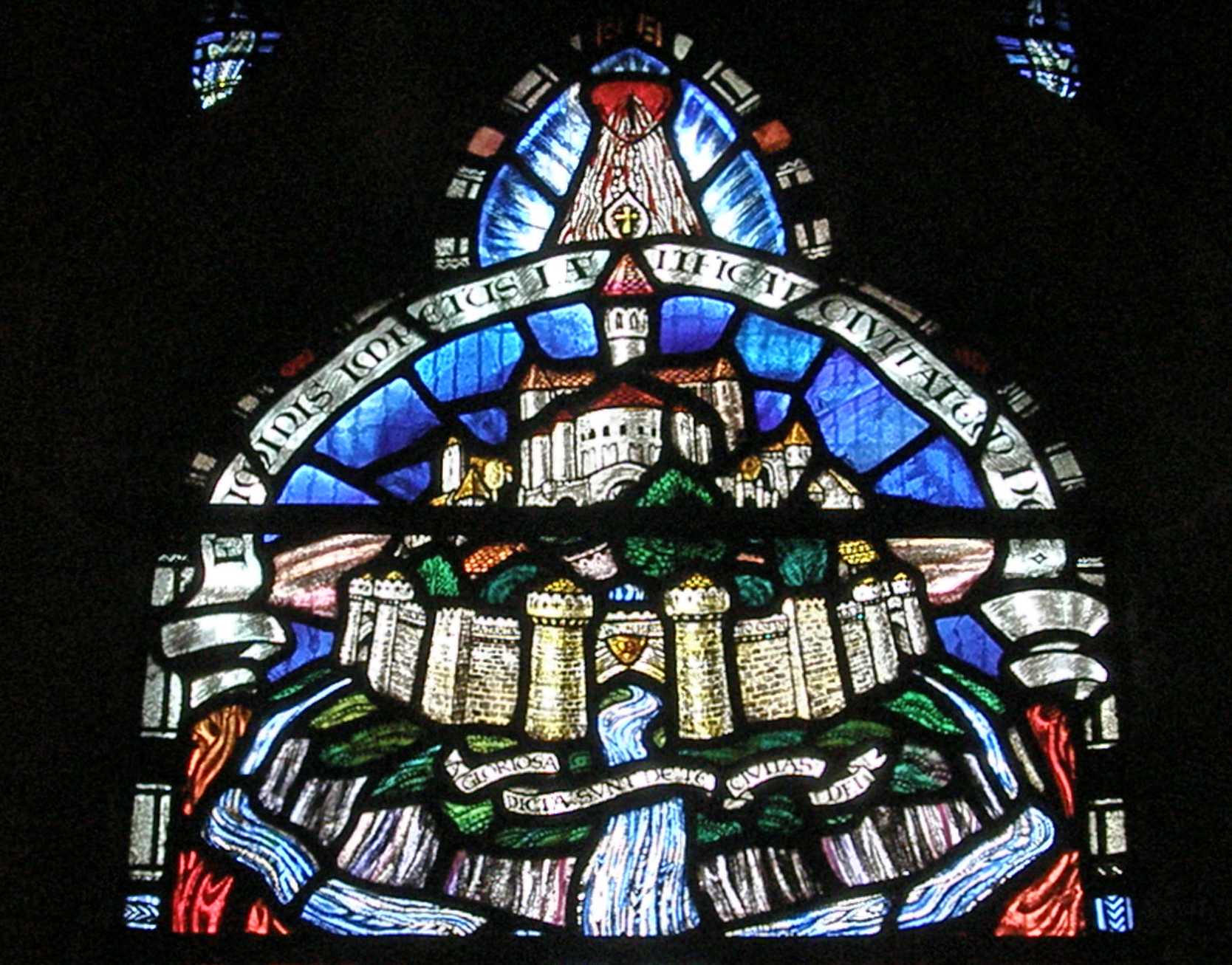
Vitrail du baptistère réalisé par Margaret Agnes Rope (1922).

Parmi les nombreuses fenêtres à tracerie, les plus remarquables sont celles de grande taille du mur du portail et de l'autel ; les vitraux, en grande partie de Margaret Agnes Rope (en), représentent des scènes de l'histoire du salut et des martyrs anglais. Le maître-autel possède un retable en grès riche en figures. Dans l'arc du chœur se trouve un groupe de Crucifixion. Depuis le dernier réaménagement de 1984, les murs ont été blanchis à la chaux et les bords colorés.

## Source
- (en) Cet article est partiellement ou en totalité issu de l’article de Wikipédia en anglais intitulé « Shrewsbury Cathedral » (voir la liste des auteurs).